# Hapalosphaeria deformans
Hapalosphaeria deformans är en svampart som först beskrevs av Hans Sydow, och fick sitt nu gällande namn av Hans Sydow 1908. Hapalosphaeria deformans ingår i släktet Hapalosphaeria, divisionen sporsäcksvampar och riket svampar.   Inga underarter finns listade i Catalogue of Life.